# Facundo Tello
Facundo Raúl Tello Figueroa (nascut el 4 de maig de 1982) és un àrbitre de futbol argentí que figura com a àrbitre internacional de la FIFA des de 2019. Des del 2013 dirigeix la màxima divisió de la lliga argentina de futbol. El 19 de maig de 2022 la FIFA va anunciar la llista d'àrbitres de la Copa del Món de la FIFA 2022, on Tello va ser escollit.

## Biografia
Facundo Tello va néixer a Bahía Blanca, a la província de Buenos Aires el 4 de maig de 1982.

## Carrera
Tello va debutar a la màxima categoria del futbol argentí amb només quatre partits a segona divisió, on va oficiar el partit Godoy Cruz i Vélez Sarsfield, en la catorzena cita del Torneig Final del 2013.
Tello, que pertany a l'Associació Bahiense d'Àrbitres, va fer els seus primers passos en tornejos de la Federació Argentina de Futbol a partir del 2011, quan va debutar en el llavors Torneig Argentí A.
Quan estava assentat a la primera divisió, Tello va oficiar el primer superclàssic d'estiu del 2018, amb la victòria dels milionaris per 1-0. Aquell mateix any, va ser convocat per oficiar la final de tornada que va definir el segon ascens a la Superlliga 2018-2019, entre el San Martín de Tucumán i el Sarmiento amb una victòria per 5-1 del San Martín de Tucumán.
El 2019, Tello va entrar a la llista d'àrbitres internacionals de la FIFA, ja que va ser nomenat per la Conmebol com a quart oficial del Campionat Sud-americà sub-20 a Xile juntament amb els seus companys Fernando Rapallini, Ezequiel Brailosky i Gabriel Chade, convertint-se en el primer col·legiat de Bahia a aconseguir aquesta distinció.
Va ser un dels àrbitres designats per oficiar la Copa Àrab de la FIFA 2021, ja que va ser convocat per oficiar el partit entre Jordània i el Marroc. El 6 de novembre de 2022, Tello va arbitrar la final del Trofeu de Campions de l'Argentina entre Boca Juniors i Racing Club, on va brandar deu targetes vermelles (set targetes vermelles a Boca i tres a Racing).